# Antoine Margry
Antoine, Aglaé Margry est un peintre français né le 27 juillet 1793 et mort le 6 avril 1859 à Belleville.
Il est le père de Pierre Margry.

## Biographie

### Un artiste classique
Antoine Margry est l'élève de Joseph-Laurent Malaine. Comme son maître, il peint des natures mortes avec sujet principal les fleurs et les fruits.
Son autre talent de miniaturiste lui permet de succéder à partir de 1815 à Jean-Baptiste Isabey comme peintre et dessinateur des armoiries. Fonction qu'il occupe au ministère de la justice, bureau du sceau jusqu'en 1823.
De 1831 à 1847, il expose à des salons régionaux et à Paris.

## Œuvres
(liste non exhaustive)
| Tableau                                        | Titre | Date d'exécution | Support et dimensions        | Expositions, notes                                        | Lieu de conservation                |
| ---------------------------------------------- | --- | ---------------- | ---------------------------- | --------------------------------------------------------- | ----------------------------------- |
| Armoiries la Tour du Pin Gouvernet, par Margry | Armes de Frédéric-Séraphin de La Tour du Pin Gouvernet                                                      | vers 1820        | huile 30 × 30 cm             | Vente Osenat, Versailles novembre 2019                    | Localisation inconnue               |
| Panneau de carrosse, par Margry                | Panneau du carrosse de Frédéric-Séraphin de La Tour du Pin Gouvernet                                        | vers 1820        | huile sur panneau 32 × 32 cm | Vente Osenat, Versailles novembre 2019                    | Localisation inconnue               |
| Blason de porte                                | Blason de porte de Jean-Baptiste Guillet de Moidière (1773-1850) et de Fleurie Paule de Guillon de la Chaux | vers 1820        | huile sur panneau 29 × 33 cm |                                                           | Collection privée à Cannes          |
|                                                | Fleurs | vers 1831        | huile                        | exposé à Paris, Salon de peinture et de sculpture 1831    | Localisation inconnue               |
| Nature morte aux fleurs                        | Nature morte aux fleurs                                                                                     |                  | huile sur toile              | vente Sotheby's octobre 2003                              | Localisation inconnue               |
|                                                | Étude de pêches                                                                                             | vers 1833        | huile                        | exposé à Paris, Salon de peinture et de sculpture 1833    | Localisation inconnue               |
| Bouquet fleurs et fruits sur un entablement    | Bouquet de fleurs et fruits                                                                                 | 1841             | huile 41 × 32,5 cm           |                                                           | Localisation inconnue               |
|                                                | Des fruits                                                                                                  | vers 1844        | huile                        | exposé à Paris, Salon de peinture et de sculpture 1844    | Localisation inconnue               |
|                                                | Un tableau de fleurs                                                                                        | vers 1845        | huile                        | exposé à Toulouse, au Capitole, Salon des Beaux-Arts 1845 | Localisation inconnue               |
|                                                | Un tableau de fruits                                                                                        | vers 1845        | huile                        | exposé à Toulouse, au Capitole, Salon des Beaux-Arts 1845 | Localisation inconnue               |
| Nature morte aux fruits, par Margry            | Nature morte aux fruits                                                                                     | 1846             | huile sur panneau 49 × 61 cm |                                                           | Localisation inconnue               |
|                                                | Gerbe de fleurs                                                                                             | 1847             | huile                        | vente X.. Paris juin 1945 adjugé 8950 fr.                 | Localisation inconnue               |
|                                                | Un vase de fleurs, posé sur un socle de marbre où sont déposés des fruits                                   | vers 1847        | huile                        | exposé à Paris Salon de peinture et de sculpture 1847     | Localisation inconnue               |
| Fleurs dans un vase, 1849, par Margry          | Fleurs dans un vase                                                                                         | 1849             | huile sur toile 18 × 15 cm   | Don au musée par Mrs Elizabeth South en 1908              | Londres, Victoria and Albert Museum |
| Nature morte aux fleurs et papillon            | Nature morte aux fleurs et papillon                                                                         | 1853             | huile sur panneau 58 × 42 cm |                                                           | Collection privée                   |
| Nature morte, fruits et oiseaux                | Nature morte, fruits et oiseaux                                                                             | 1853             | huile sur panneau 58 × 42 cm |                                                           | Collection privée                   |
| Margry 1856                                    | Bouquet de fleurs                                                                                           | 1856             | huile sur panneau 18 × 15 cm | vente Artcurial février 2022                              | Localisation inconnue               |
|                                                | Guirlande de fruits                                                                                         | 1857             | huile 80 × 63 cm             | vente Drouot 09 et 10 mars 1891                           | Localisation inconnue               |
|                                                | Guirlande de fleurs                                                                                         | 1857             | huile 80 × 63 cm             | vente Drouot 09 et 10 mars 1891                           | Localisation inconnue               |
| Margry, jetée de fleurs, 1857                  | Jetée de fleurs et de fruits                                                                                | 1857             | huile 27 × 21 cm             | vente Ivoire Troyes juillet 2021                          | Localisation inconnue               |